# Yongji (Yuncheng)
Koordinaten: 34° 52′ N, 110° 27′ O
Yongji (chinesisch 永濟市 / 永济市, Pinyin Yǒngjì Shì) ist eine chinesische kreisfreie Stadt. Sie gehört zum Verwaltungsgebiet der bezirksfreien Stadt Yuncheng im Süden der Provinz Shanxi. Die Fläche beträgt 1.193 Quadratkilometer und die Einwohnerzahl 394.935 (Stand: Zensus 2020).
Die Stätten von Pujindu und Puzhou (蒲津渡与蒲州故城遗址,  Pújīndù yǔ Púzhōu Gùchéng Yízhǐ) aus der Zeit der Tang- bis Ming-Dynastie stehen seit 2001 auf der Liste der Denkmäler der Volksrepublik China (5-11).